# Gustav Adolf von Heeringen
Gustav Adolf von Heeringen (* 27. Oktober 1800 in Mehlra; † 25. Mai 1851 in Coburg, Pseudonym: Ernst Wodomerius) war ein deutscher Erzähler und Reiseschriftsteller.

## Leben
Gustav Adolf von Heeringen entstammte dem Adelsgeschlecht von Heringen.
Er studierte Rechts- und Staatswissenschaften in Jena und war später Bibliothekar und Regierungsrat sowie Kammerherr in Coburg.
Als Kammerherr begleitete er die Coburgischen Prinzen Ferdinand von Koburg-Kohary nach Lissabon und Albert nach Windsor. Diese Reisen verarbeitet in seinen Werken „Meine Reise nach Portugal im Frühjahr 1836“ (1838) und „Ein Ausflug nach England“ (1841).
Heeringen hat u. a. auch in der Bücherreihe das „Malerische und romantische Deutschland“ den Abschnitt „Franken“ (1846) bearbeitet.

## Bibliographie
Heeringen schrieb vor allem historische und historisch-romantische Erzählungen und Novellen:
- 1824: Das Trauerspiel (Erzählung nach einer wahren Begebenheit)
- 1825: Aus dem Leben Madame Elisabeth’s, Prinzessin von Frankreich und Iwan (2 Erzählungen)
- 1826: Die Einnahme von Choczym (Erzählung, 2. Ausg. 1838)
- 1827: Der schwarze Born
- 1829: Rudolph v. Eggenberg (Historisch-romantische Erzählung, 2 Bde.)
- 1833: Liebesurne (2 Bde.)
- 1835: Mutter Anne und ihr Sohn (Erzählung aus dem 16. Jh., 4 Bde.)
- 1835: Fränkische Bilder aus dem 16. Jh.
- 1836: Der Courier von Simbirsk (Novelle)
- 1836: Winterblumen
- 1838: Meine Reise nach Portugal im Frühjahre, 1836–1838
- 1838: Der Tartar (Novelle, 2 Bde.)
- 1838: Die Einnahme von Coczym (Erzählung)
- 1839: Reisebilder aus Süddeutschland und einem Theile der Schweiz, gesammelt im Sommer 1838
- 1839: Wanderungen durch Franken
- 1841: Phantasiegemälde
- 1841: Ein Ausflug nach England
- 1842: Der Geächtete (histor. Nov., 3 Bde.)
- 1842: Die Brüder de Matos (historische Novelle)
- 1843: Der Knabe von Luzern (historischer Roman aus der Schweiz. Gesch., 4 Bde.)
- 1844: Mein Sommer (2 Bde.)
- 1844: Der Chorherr von Solothurn (historische Novelle, 2 Bde.)
- 1845: Gesammelte Novellen (2 Bde., enth. Der Leibeigene, Der Sternwirth, Der grüne Schleier, Der Tyrann von Padua)
- 1845: Jack und John (Novelle)
- 1846: Des Amtmanns Pflegling (historische Novelle aus der Zeit des 1. schlesischen Krieges, 2 Bde.)
- 1847: Die Pagen des Bischofs (Novelle, 2 Bde.)
- 1848: Der Balsamträger (Novelle, 2 Bde.)
- 1849: Der Kaufmann von Luzern (historischer Roman aus der Schweiz. Gesch., 2 Bde.)
- 1849: Ein Mädchen aus dem Schwarzwald (Roman)